# Guido Postiglione
Guido Postiglione (Firenze, 1º gennaio 1938) è un ex calciatore italiano, di ruolo attaccante.

## Carriera
Ha militato in Serie A con la maglia del Napoli, con cui segnò 3 reti in 17 partite tra il 1959 e il 1961.
In Serie B ha giocato con Hellas Verona (36 presenze con 13 reti), Bari (31 gare, 4 gol) e Palermo (47 partite e 7 marcature, tra il 1963 ed il 1965). Il passaggio dalla squadra pugliese ai siciliani si era concretizzato come contropartita tecnica per il trasferimento di Fernando al Bari.
Durante la stagione 1965-1966 Postiglione giocò nuovamente nel Napoli, scendendo in campo in sole 6 occasioni.

## Palmarès
- Coppa delle Alpi: 1

Napoli: 1966